# Sy Kadiatou Sow
Sy Kadiatou Sow (sinh ngày 7 tháng 3 năm 1955) là hính trị gia người Mali người từng là Bộ trưởng Bộ Ngoại giao từ năm 1994 đến năm 1995 và là nữ thống đốc đầu tiên ở Mali.

## Tiểu sử và giáo dục
Kadiatou Sow sinh ngày 7 tháng 3 năm 1955 ở Nioro du Sahel. Bà có bằng thạc sĩ về văn học hiện đại và bằng luật công tại Đại học Paris Nanterre (1978).

## Sự nghiệp
Từ năm 1982 đến năm 1990, Kadiatou Sow làm việc tại Công ty Dệt may Mali với tư cách là giám đốc nhân sự. Bà là thành viên sáng lập của Đảng đoàn kết và công lý châu Phi và được bổ nhiệm vào ủy ban điều hành năm 2000. Năm 2002, bà là giám đốc chiến dịch cho Soumaïla Cissé trong cuộc bầu cử tổng thống 2002.
Kadiatou Sow được bổ nhiệm làm thống đốc quận Bamako vào tháng 4 năm 1993, người phụ nữ đầu tiên giữ vị trí này ở Mali. Tháng 2 năm 1994, bà được bổ nhiệm làm Bộ trưởng Bộ Ngoại giao, Người ngoại quốc và Hội nhập Châu Phi. Tháng 10 năm 1994, bà được bổ nhiệm làm Bộ trưởng Quy hoạch và Môi trường sống đô thị, giữ vị trí này cho đến tháng 2 năm 2000. Bà giám sát các chính sách bao gồm việc thành lập Ngân hàng Nhà ở Mali, Cơ quan Nhà ở Malian và các hiệp hội nghề nghiệp khác.
Từ năm 2001 đến 2006, Kadiatou Sow là Giám đốc Dự án Hỗ trợ Phát triển Cộng đồng, một dự án xóa đói giảm nghèo được tài trợ bởi Ngân hàng Phát triển Châu Phi và chính phủ Mali. Kể từ tháng 2 năm 2009, bà là chủ tịch của Liên minh vì Dân chủ ở Mali.
Kadiatou Sow đã hoạt động tích cực trong các hiệp hội phụ nữ và từng là chủ tịch của tập thể Thư của phụ nữ từ năm 1991 đến năm 2000 và là thành viên của mạng lưới các nữ bộ trưởng và nghị sĩ châu Phi.

## Đời sống cá nhân
Kadiatou Sow kết hôn với chính trị gia người Mali Ousmane Sy.